# Alysson Marquezelli
Alysson Marquezelli Simeão, 17 de outubro de 1985, é um atirador esportivo brasileiro, natural de São Luís - MA de armas longas da Federação Maranhense de Tiro Esportivo. É o único e atual recordista brasileiro da prova de Carabina Mira Aberta de Ar com 300 pontos máximos possíveis, alcançados em 2014 e 2015.
 
Recordes:

- Recorde Brasileiro Carabina Mira Aberta de Ar - 300/300 - 21 de junho de 2015
- Recorde Brasileiro Carabina Mira Aberta de Ar - 300/300 - 15 de agosto de 2014
- Recorde Brasileiro Carabina Mira Aberta de Ar - 299/300 - 25 de julho de 2014
- Recorde Maranhense Carabina Mira Aberta de Ar - 298/300 - 13 de junho de 2014
- Recorde Maranhense Carabina de Ar Masculino - 583/600 - 26 de abril de 2013
- Recorde Maranhense Silhueta Metálica .22 Luneta - 20/20 - 19 de novembro de 2011
- Recorde Maranhense Silhueta Metálica 4.5 - 20/20 - 19 de novembro de 2011

## Títulos
- Troféu Mirante 2015/2016 (TV Mirante/Globo) - Melhor Atleta do Tiro Esportivo de 2015 - São Luís/MA
- Troféu Mirante 2014/2015 (TV Mirante/Globo) - Melhor Atleta do Tiro Esportivo de 2014 - São Luís/MA
- Medalha de Bronze Campeonato Brasileiro de Carabina Mira de Ar 2014 - Resende/RJ
- Tetracampeão Maranhense de Carabina Olímpica de Ar 2011, 2012, 2013 e 2014 - São Luís/MA
- Bicampeão Maranhense de Carabina Mira Aberta de Ar 2013 e 2014 - São Luís/MA
- Campeão Brasileiro Carabina Olímpica de Ar - 2013 - Rio De Janeiro/RJ
- Medalha de Prata em Carabina Olímpica de Ar, Copa Brasil - 2013 - Rio De Janeiro/RJ
- Campeão Brasileiro Carabina Olímpica de Ar - 2012 - Rio De Janeiro
- Medalha de Bronze em Carabina Olímpica de Ar, Copa Brasil - 2011 - Rio De Janeiro/RJ